# Klein Waltersdorf
Klein Waltersdorf (również Feldschlößchen) – dawniej niezależna wieś (gmina wiejska), położona 0,5 km od Bolkowa, na Pogórzu Kaczawskim w Sudetach. Obejmowała dzisiejsze ulice: Kopernika, Poniatowskiego i Robotniczą w Bolkowie. 22 kwietnia 1929 jej obszar został włączony w obręb miasta Bolków.

## Historia
Od 1494 Tschirnhausowie sprawowali sądy w Bolkowie, Wolbromku, Jastrowcu, Kwietnikach, Sadach, Półwsiach, Wierzchosławicach, Pastewniku, Świdniku, Gorzanowicach, Gostkowie i Nagórniku. 13 grudnia 1495 Fabian Tschirnhaus kupił zajazd Kretscham.
Kiedyś mieścił się tutaj gospoda Ludwigs Gasthaus (znany jako Zum Seidenbeutel), którego właścicielem był Oskar Ludwig, posiadał on prawo do wyszynku wódki. Przed lokalem znajdował się ogród piwny (z pawilonem) i huśtawka dla dzieci. W gospodzie było 6 pokoi (10 łóżek).

## Kalendarium
- 1905 – wieś liczyła 213 mieszkańców
- 1 grudnia 1910 – wieś liczyła 173 mieszkańców